# Bacaadweyn
Bacaadweyn (ook: Ba‘ādwēyn, Ba’ad Weyn, Bacaadweeyn, Bacaadweyne, Baduen, Badwein) is een stadje in het district Galdogob in de regio Mudug, in de semi-autonome staat Puntland, Somalië. Bacaadweyn ligt vlak bij de grens met het district Galcaio ca. 50 km ten noorden van de hoofdstad van Mudug, Galcaio (Gaalkacyo), aan de geasfalteerde weg van Galcaio naar Garowe.

Er is zowel een lagere als een middelbare school in Bacaadweyn.
Bacaadweyn moet niet worden verward met Bacadweyn, ook gelegen in de provincie Mudug, maar zuidelijker, in het district Hobyo, en dus niet in Puntland maar in Galmudug.
Klimaat: Bacaadweyn heeft een aride steppeklimaat. De gemiddelde jaartemperatuur is 26,7 °C. April is de warmste maand, gemiddeld 28,2 °C; januari is het koelste, gemiddeld 24,1 °C. De jaarlijkse regenval bedraagt ca. 148 mm. Van december t/m maart en juni t/m september zijn er twee droge seizoenen en valt er vrijwel geen regen. De maanden april/mei en oktober zijn iets natter, maar ook dan valt er weinig neerslag: 15–26 mm per maand.